# Moravany (powiat Brno)
Moravany (niem. Morbes) – wieś w południowych Czechach, w kraju południowomorawskim, w powiecie Brno, w gminie z rozszerzonymi uprawnieniami Šlapanice, u podnóża Równego (407 m n.p.m.). Historycznie należą do Moraw, a geograficznie leżą na Obniżeniu Dyjsko-Svrateckim. Od północy i północnego wschodu graniczą z Brnem (7 km do centrum miasta), od północnego zachodu z Ostropovicami, od południowego zachodu z Nebovidami, od południa z Želešicami, a od południowego wschodu z Modřicami.
Według danych ze stycznia 2011 r. liczba ludności Moravan wynosi 2197 osób. Miejscowość przeżywa obecnie boom demograficzny i budowlany związany z dotykającym Brno procesem suburbanizacji. Jej północna i południowo-wschodnia część to powstałe w ostatniej dekadzie osiedla domów jednorodzinnych zamieszkiwane przez osoby, które przeprowadziły się z sąsiedniej metropolii. W latach 2006–2011 liczba ludności wzrosła o 42,9% (z 1537).
Pierwsza wzmianka o miejscowości pochodzi z 1289 r. Znajduje się tu zabytkowy kościół katolicki św. Wacława z XIII w., którego obecny kształt pochodzi jednak z końca XVIII w. Miejscowa parafia należy do dekanatu Modřice w diecezji brneńskiej.
Wieś łączy z Brnem podmiejska linia autobusowa nr 501.